# Vladimir Broun
Vladimir Broun (in ebraico וובה ברואון‎?; Tashkent, 6 maggio 1989) è un calciatore israeliano, centrocampista dell'Hapoel Lod.

## Palmarès

### Club

#### Competizioni nazionali
- Coppa d'Israele: 2

Hapoel Ramat Gan: 2012-2013
Ironi Kiryat Shmona: 2013-2014
- Supercoppa d'Israele: 3

Ironi Kiryat Shmona: 2015
Hapoel Be'er Sheva: 2016, 2017
- Campionato israeliano: 2

Hapoel Be'er Sheva: 2015-2016, 2016-2017
- Coppa Toto Al: 1

Hapoel Be'er Sheva: 2016-2017